# Peter Grimes
Peter Grimes, op. 33, és una òpera de Benjamin Britten sobre un llibret adaptat per Montagu Slater sobre la secció Peter Grimes del poema de George Crabbe The Borough. Es va estrenar al Sadler's Wells de Londres el 7 de juny de 1945, dirigida per Reginald Goodall, des de llavors se la considera una de les obres cabdals del segle xx.
Va ser la primera de les òperes de Britten que va aconseguir un èxit de crítica i públic. Avui dia s'interpreta sovint, tant al Regne Unit com a la resta del món i és considerada com a part del repertori estàndard. A més, els Four See Interludes (Quatre Interludis Marins), que separen els actes de l'òpera, van ser publicats separadament i s'interpreten amb certa freqüència com a suite orquestral.

## Representacions
L'obra va sorgir per encàrrec de la Fundació Koussevitzky, dels Estats Units, però va ser estrenada al londinenc Sadler's Wells (avui anomenada English National Opera) el 7 de juny de 1945, només un mes després d'acabada la Segona Guerra Mundial, dirigida per Eric Crozier. A l'eufòria del triomf, es va afegir l'orgull (igualment fundat) que representava el naixement d'una nova òpera anglesa, la primera de categoria mundial des de la mort de Purcell (1695) o des de l'última obra teatral de Händel (1741), si es vol considerar a aquest com a compositor anglès, tal com ell mateix volia que se'l considerés. Semblaven superats més de dos segles durant els quals Londres, encara musical i operísticament rellevant, mai havia tingut un compositor d'òpera reconegut internacionalment. De fet, l'obra de Britten es va difondre de seguida i es pot incloure entre les poques de la producció postbèl·lica del segle xx que formen part del repertori dels teatres d'òpera de molts països.
Britten va aconseguir el seu objectiu i va ser un èxit des del principi. En només tres anys es realitzà de forma ràpida a tot el món amb 16 produccions en 7 idiomes diferents.
Peter Grimes es va estrenar al Gran Teatre del Liceu el 12 de gener de 2004 en una producció de Lluís Pasqual i sota la direcció musical de Josep Pons, amb un gran èxit de públic. L'estrena ja havia estat programada amb anterioritat tres vegades, però per diversos motius mai no havia arribat a dur-se a terme. El gener de 1954 es va suspendre per culpa d'un conflicte diplomàtic entre Espanya i el Regne Unit arran de la visita de la reina Elisabet II a Gibraltar. També va ser programada per a la temporada de 1993-1994, i no va poder-se estrenar a causa de l'incendi que va destruir el teatre. Un tercer intent, en la temporada de 1998-1999 va haver de ser ajornat pel retard en la inauguració del Liceu reconstruït.

## Personatges
Entre parèntesis s'indica el repartiment de l'estrena
- Peter Grimes, un pescador, rebutjat per la majoria de la població a causa dels contratemps desafortunats dels seus aprenents - Tenor (Peter Pears)
- Ellen Orford, viuda mestra de Borough, que és amable alhora amb Grimes i John, i amb qui Grimes vol casar-se - Soprano (Joan Cross)
- Auntie, tavernera de The Boar - Contralt (Edith Coates)
- Nebodes d'Auntie, la principal atracció de The Boar - Sopranos (Blanche Turner i Minnia Bower)
- Balstrode, capità de vaixell mercant retirat que tracta d'ajudar a Grimes - Baríton (Roderick Jones)
- Mrs. (Nabob) Sedley, una viuda rendista, que sospita del comportament de Grimes - Mezzosoprano (Valetta Iacopi)
- Swallow, un jutge, que comença per qüestionar Grimes sobre la desaparició del seu anterior aprenent - Baix (Owen Brannigan)
- Ned Keene, boticari i curander - Baríton (Edmund Donlevy)
- Bob Boles, pescador i metodista, donat a la beguda i la lluita - Tenor (Morgan Jones)
- Rev. Horace Adams, el rector - Tenor (Tom Culbert)
- Hobson, el traginer que porta John a Grimes - Baix (Frank Vaughan)
- John, aprenent que agafa Grimes per ensenyar-li a pescar - Paper mut (Leonard Thompson)

## Enregistraments
| Any  | Elenc: Peter Grimes, Ellen Orford, Balstrode, Auntie                            | Director, Teatre d'òpera i orquestra                                                                                | Segell                                                              |
| ---- | ------------------------------------------------------------------------------- | --- | ------------------------------------------------------------------- |
| 1948 | Peter Pears, Joan Cross                                                         | Reginald Goodall, Royal Opera House, Covent Garden Orchestra and BBC Theatre Chorus                                 | CD: EMI Classics 64727 Cat: (extractes)                             |
| 1958 | Peter Pears, Claire Watson, James Pease, Jean Watson                            | Benjamin Britten, Royal Opera House, Covent Garden Orchestra and Chorus, Recorded Walthamstow Assembly Hall, London | London CD: Decca Cat: 414577 (reissued 1990, 2001, 2006)            |
| 1969 | Peter Pears, Heather Harper, Bryan Drake, Elizabeth Bainbridge                  | Benjamin Britten, London Symphony Orchestra, Ambrosian Opera Chorus, Recorded Snape Maltings.                       | BBC Recording DVD: Decca Cat: 074 3261                              |
| 1978 | Jon Vickers, Heather Harper, Jonathan Summers, Elizabeth Bainbridge             | Colin Davis, Royal Opera House, Covent Garden Orchestra and Chorus                                                  | CD: Philips Cat: 462847 (reissued 1999)                             |
| 1981 | Jon Vickers, Heather Harper, Norman Bailey, Elizabeth Bainbridge                | Colin Davis, Royal Opera House, Covent Garden Orchestra and Chorus                                                  | DVD: Kultur Cat: 2255 (released 2003)                               |
| 1992 | Anthony Rolfe Johnson, Felicity Lott, Thomas Allen, Patricia Payne              | Bernard Haitink, Royal Opera House, Covent Garden Orchestra and Chorus                                              | CD: EMI Classics Cat: 5483222 (reissued 2003, EMI Classics: 915620) |
| 1994 | Philip Langridge, Janice Cairns, Alan Opie, Ann Howard                          | David Atherton, English National Opera Orchestra and Chorus                                                         | DVD: Kultur Cat: 2902                                               |
| 1995 | Philip Langridge, Janice Watson, Alan Opie, Ameral Gunson                       | Richard Hickox, City of London Sinfonia and London Symphony Orchestra Chorus                                        | CD: Chandos Cat: 9447                                               |
| 2004 | Glenn Winslade, Janice Watson, Anthony Michaels-Moore, Jill Grove               | Colin Davis, London Symphony Orchestra and Chorus                                                                   | CD: LSO Live Cat: 54                                                |
| 2005 | Christopher Ventris, Emily Magee, Alfred Muff, Liliana Nikiteanu                | Franz Welser-Möst, Orchester und Chor der Oper Zürich                                                               | DVD: EMI Classics Cat: 00971                                        |
| 2008 | Anthony Dean Griffey, Patricia Racette, Anthony Michaels Moore, Felicity Palmer | Donald Runnicles, Orchestra and Chorus of the Metropolitan Opera                                                    | DVD: EMI Classics                                                   |
| 2012 | John Graham-Hall, Susan Gritton, Christopher Purves, Felicity Palmer            | Robin Ticciati, Orchestra e Coro del Teatro alla Scala                                                              | DVD: Opus Arte Cat: OA1103D                                         |